# Middleware

Kến trúc phần mềm: MiddleWare

Middleware là phần mềm máy tính với nhiệm vụ kết nối các thành phần phần mềm hoặc các ứng dụng với nhau. Phần mềm loại này bao gồm một tập các dịch vụ cho phép sự tương tác giữa các tiến trình chạy trên một hoặc nhiều máy khác nhau. Công nghệ middleware đã được phát triển để cung cấp khả năng hoạt động tương hỗ, phục vụ cho các kiến trúc phân tán thường được để hỗ trợ và đơn giản hóa các ứng dụng phân tán phức tạp.
Middleware nằm ở giữa các ứng dụng phần mềm chạy trên các hệ điều hành khác nhau. Nó tương tự với tầng giữa của một kiến trúc hệ thống đơn 3 tầng, chỉ khác ở chỗ nó trải rộng qua các hệ thống và ứng dụng khác nhau. Ví dụ là các phần mềm EAI, phần mềm truyền thông, Transaction Processing System, và các phần mềm thông điệp-và-hàng đợi.
Sự khác biệt giữa chức năng của hệ điều hành và của middleware, ở mức độ nào đó, khá là tùy ý. Trong khi chức năng lõi nhân hệ điều hành chỉ có thể do hệ điều hành cung cấp, một số chức năng từng được các middleware độc lập cung cấp nay đã được tích hợp vào hệ điều hành. Một ví dụ điển hình là chồng giao thức TCP/IP dành cho truyền thông nay đã có ở hầu hết các hệ điều hành.

## Định nghĩa
Phần mềm cung cấp một mối liên kết giữa các phần mềm ứng dụng khác nhau. Middleware đôi khi còn được gọi là đường ống (plumping) vì nó kết nối hai ứng dụng với nhau và truyền dữ liệu giữa chúng. Middleware cho phép một cơ sở dữ liệu truy nhập dữ liệu tại một cơ sở dữ liệu khác. Định nghĩa này khớp với cả các phần mềm tích hợp dữ liệu và tính hợp ứng dụng doanh nghiệp (enterprise application integration).
ObjectWeb định nghĩa middleware là: "Tầng phần mềm nằm giữa hệ điều hành và ứng dụng ở mỗi đầu của một hệ thống phân tán nằm trong mạng máy tính"

## Các tổ chức
IBM, Red Hat, và Oracle Corporation là các nhà cung cấp phần mềm middleware chính. Các nhà cung cấp khác như Axway, SAP, TIBCO, Informatica, Pervasive và webMethods được thành lập để nhằm cung cấp các công cụ middleware dành cho World Wide Web. Các nhóm như Apache Software Foundation và ObjectWeb Consortium khuyến khích phát triển middleware mã nguồn mở. Kiến trúc Microsoft.NET Framework về bản chất là "Middleware" với các chức năng điển hình của middleware.